# Kildurazy
Kildurazy (ros. Кильдуразы) – osiedle przy stacji w Rosji, w Tatarstanie, w rejonie apastowskim. W 2010 liczyło 299 mieszkańców.